# Sergei Novikov (Eishockeyspieler)
Sergei Novikov (* 26. März 1984) ist ein estnischer Eishockeyspieler, der seit 2017 beim HC Vipers Tallinn in der Meistriliiga unter Vertrag steht.

## Karriere
Novikov begann seine Karriere als Eishockeyspieler beim HK Central in Kohtla-Järve. 2003 wechselte er zum Lokalrivalen Kohtla-Järve Viru Sputnik, für den er drei Jahre spielte. Nach zwei Jahren bei Vereinen aus der Hauptstadt Tallinn, den Eagles und Purikad, kehrte er 2009 zu den Sputniks nach Kohtla-Järve zurück, mit denen er 2010 estnischer Meister wurde. 2012 zog es ihn zu Tallinn Viiking Sport und konnte dort 2013 seinen zweiten Meistertitel erringen. Anschließend schloss er sich Tartu Kalev-Välk an, für den er zwei Jahre in der Meistriliiga auf dem Eis stand und mit dem er 2015 seinen dritten Meistertitel gewann. 2015 kehrte er erneut für eine Spielzeit zu den Viru Sputniks zurück, seit 2017 spielt er für den HC Vipers Tallinn.

### International
Mit der estnischen Nationalmannschaft nahm er an den Weltmeisterschaften der Division I 2011 und 2013 sowie der Division II 2012, als der sofortige Wiederaufstieg in die Division I gelang, teil.

## Erfolge und Auszeichnungen
- 2010 Estnischer Meister mit Kohtla-Järve Viru Sputnik
- 2012 Aufstieg in die Division I, Gruppe B, bei der Weltmeisterschaft der Division II, Gruppe A
- 2013 Estnischer Meister mit Tallinn Viiking Sport
- 2015 Estnischer Meister mit Tartu Kalev-Välk